# Josetxo Anitua
José Anitua Aranzabal, más conocido como Josetxo Anitua, (Éibar, 20 de julio de 1964 - Bilbao, 22 de abril de 2008) fue un músico español, activo entre la década de los años 80 y la de los 2000, que alcanzó su máximo reconocimiento como vocalista del grupo Cancer Moon.

## Biografía
José Anitua Aranzabal nació el 20 de julio de 1964, en el seno de una familia industrial eibarresa. La rama paterna se dedicaba a la fabricación de bicicletas y la materna al sector armamentístico. Su infancia transcurrió entre su localidad natal y Zarauz, villa turística donde veraneaba con su familia. Asistió al colegio de La Salle de Éibar. Aunque tocaba el piano desde pequeño, fue tras una breve estancia en Inglaterra cuando decidió dedicarse a la música. No obstante se matricularía por obligación paterna en la universidad, donde intentó sin éxito estudiar las carreras de Ingeniería y Económicas.

### Carrera musical
Sus primeros pasos en el mundo de la música, siempre como vocalista y compositor, tuvieron lugar a principios de los ochenta, en bandas locales como La Logia, La Tercera en Discordia y Jugos de Otros.

#### Cancer Moon
En 1988 fundó Cancer Moon junto al guitarrista Jon Zamarripa y el batería Jesús Suinaga. Banda seminal del rock underground de principios de los noventa en Euskadi, Cancer Moon sería muy influyente también a nivel nacional, donde a menudo era encuadrada dentro de las etiquetas del momento. A pesar de ello, su registro era amplio, abarcando géneros como la psicodelia, el hard rock o el post-punk, lo cual no los hacía menos reconocibles. Esta fusión de estilos, que evolucionaría con el tiempo, queda patente en sus tres álbumes: Hunted by the snake (Polar Records, 1990), Flock, colibri, oil (Munster Records, 1992) y Moor room (Radiation Records, 1994), todos ellos con una gran acogida crítica. Moor room fue elegido mejor álbum español del año por la revista Rockdelux.
Tras la disolución (no anunciada) de Cancer Moon en 1995, Anitua se retiró temporalmente de los escenarios, limitando su actividad musical a sesiones de DJ en la sala Kafe Antzokia de Bilbao y a colaboraciones de estudio puntuales con otros artistas como Atom Rhumba, Le Mans, Chico y Chica o Single. Es precisamente junto a Atom Rhumba con quien vuelve a actuar en directo para grabar Bilbao 13.05.05. Kafe Antzokia, un álbum de versiones registrado en la celebración del vigésimo aniversario de la revista Ruta 66.

#### Josetxo Grieta
En febrero de 2006 es invitado a colaborar con el dúo La Grieta, integrado por Mattin (guitarra) e Íñigo Eguillor (batería), surgiendo de este modo Josetxo Grieta, un proyecto de mayor crudeza y experimentalismo que los anteriores. Bajo este nombre publicaron Reminder of a precious life en 2006. Al año siguiente vendría Euskal semea, desarrollo de cincuenta minutos a partir de una versión de «European son» de The Velvet Underground.
Su último trabajo junto a Josetxo Grieta, el LP The art of distraction, una colección de grabaciones en directo y en estudio, se publicó póstumamente 2008. Más adelante se publicarían Sonrisas vendo: ¿Dónde nos llevan? (directo de mayo de 2007 en La Coruña), Distancia #2387 (directo de febrero de 2007 en Baracaldo) e Hitzak, eginak, pertsonak, animaliak, un DVD con el último concierto en el que participó Anitua, celebrado en el antiguo matadero de Azcoitia.

### Fallecimiento
El 22 de abril de 2008 Anitua se suicidó en Bilbao. Fue enterrado el día 24 en Éibar, tras un funeral celebrado en la Iglesia de San Andrés.

## Discografía

### Cancer Moon
- Ver discografía de Cancer Moon

### Josetxo Grieta
- Reminders of a Precious Life (2006)[19]

- Euskal semea (2007)[10]

- The Art of Distraction (2008)[20]

- Sonrisas vendo ¿Dónde nos llevan? (2008)[13]

- Distancia #2387 (2008)

- Hitzak, eginak, pertsonak, animaliak (2009)[16]

### Colaboraciones
- Voces en «Broken-Legged-Rhythm-Gun-Suzie», del álbum In bitter pink de Los Bichos (1991)[21]
- Voz junto a Malcolm Scarpa, en «Take it easy», del álbum Change: Little Fish is 4 de Little Fish (1995)
- Voces en «Ohio girls», del álbum Discasto!! de El Inquilino Comunista (1996)[21]
- Voz y sintetizador en «Con Tura Satana y Damo Suzuki», del álbum Hormonal riot de Atom Rhumba (1997)[21]
- Voces en «Sic transit gloria mundi», del álbum Aquí vivía yo de Le Mans (1998)[22]
- Voz en «Cuchillito y tenedor», del álbum Sí de Chico y Chica (2001)[22][23]
- Voz y letra en «Irrika», del álbum Azalberritan e Akauzazte (2004)[21]
- Remezcla de «Gone», de Atom Rhumba (2005)[22]
- Álbum en directo Bilbao 13.05.05. Kafe Antzokia junto a Atom Rhumba (2006)[7]
- Voces en «Los muebles», del EP Pianístico de Single (2008)[21]